# ليام كولمان
ليام كولمان (بالإنجليزية: Liam Coleman)‏ (11 يناير 1986 بكولشيستر في المملكة المتحدة - ) هو لاعب كرة قدم بريطاني في مركز الوسط. لعب مع إبسفليت يونايتد وفوريست غرين وكولتشستر يونايتد ونادي توركي يونايتد ونادي مارغيت وهيبريدج سويفتس ونورثويتش فيكتوريا ونادي أفيلي وويفنهو تاون ‏ وF.C. Clacton ‏.

## وصلات خارجية
- ليام كولمان على موقع قاعدة بيانات كرة القدم.إي يو (الإنجليزية)
- ليام كولمان على موقع Soccerbase.com (لاعب) (الإنجليزية)